# Kapradiník bažinný
Kapradiník bažinný (Thelypteris palustris) je rostlina patřící do čeledi kapradiníkovité. Jedná se o zelenou kapradinu rostoucí na vlhkých místech.

## Popis

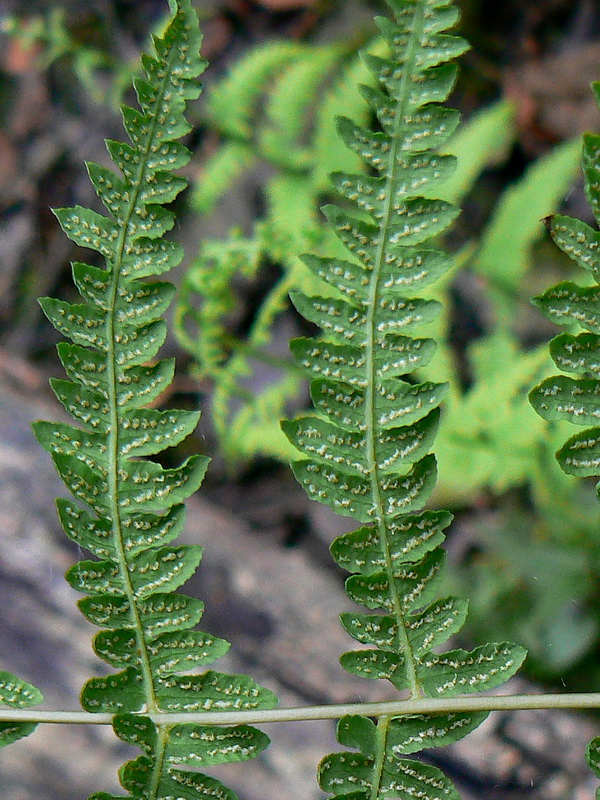
Detail listu

Zelená vytrvalá kapradina s nevytrvalými listy, které dorůstají 20-100 cm. Vyrůstají z plazivého oddenku, který na sobě nemá zbytky bází odumřelých listů.
- Řapík listu je stejně dlouhý jako celá čepel.
- Čepel je jednou zpeřená, kopinatá, k vrcholu zúžená a nemá na sobě pleviny.
- Lístky čepele jsou malé, s krátkým řapíkem, rostou v 15-25 párech, jsou peřenoklané až peřenosečné, nejdelší lístky měří až 11 cm. Pár lístků nejblíže k bázi je stejně velký nebo nepatrně menší než je pár uprostřed listu. Lístky, které nesou výtrusnicové kupky, jsou při vrcholech stočené dolů.
- Na spodu listu jsou výtrusnicové kupky, které se nacházejí přibližně uprostřed mezi střední žilkou a okrajem úkrojků, které jsou na krajích lístků. Kupky bývají okrouhlé, v dospělosti splývající. Jsou kryty ostěrami, které jsou malé, ledvinité, nepravidelně zubaté a jsou upevněné jen ve výkrojku.

Rozmnožování probíhá pomocí odnoží. Počet chromozomů této rostliny je 2n = 70

## Rozšíření
Kapradiník bažinný se celkově vyskytuje velmi zřídka. V nižších oblastech (okolo 170 m) České republiky jej můžeme nalézt například v okolí Libochovic, Rohatce, Hodonína. Co se týče vyšších oblastí, vyskytuje se na Šumavě či v okolí Horní Vltavice (okolo 830 m). Ve světě roste tato rostlina v na severu Evropy a také u Středozemního moře, dále v severní Americe, Alžíru, Kavkazu a také jihovýchodně od Himálají v Indii a v jižní Číně.

## Ekologie
Kapradiník najdeme velmi často v bažinných olšinách, na rašelinných loukách, ve vrbových porostech a okrajů rybníků či v lesních bažinách.

## Využití
Tato kapradina bývá často prodávána v zahradnictvích pro pěstování ve vodních zahradách. Jedná se o rostlinu rostoucí v podmáčených stanovištích, s čímž se musí při pěstování počítat.

## Ochrana a ohrožení
Kapradiník bažinný je zaznamenán v seznamu ohrožených rostlin (C3 (VU) – ohrožené taxony cévnatých rostlin ČR), dále je chráněn zákonem (Zákon č. 114/1992 Sb. a Příloha II. k vyhlášce MŽP ČR č. 395/1992 Sb.) nejen v Česku, ale i v Maďarsku a Srbsku.